# Arboga margarinfabrik

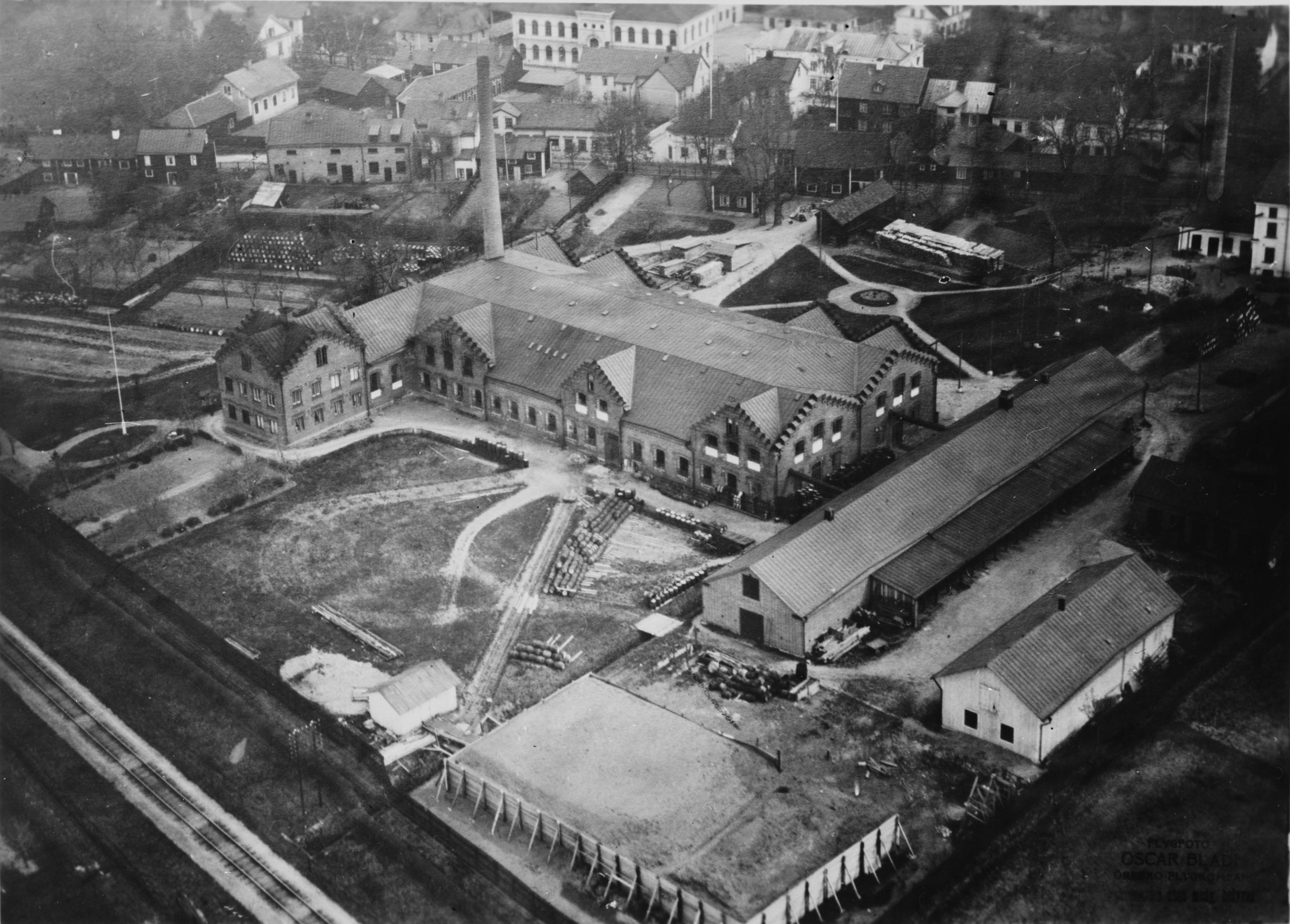
Arboga margarinfabrik

Arboga margarinfabrik var en fabrik i Arboga för tillverkning av margarin, i drift 1887-1960.

## Historia
Arboga margarinfabrik grundades 1887 av Herman Husberg. Han hade tidigare varit verksam som ägare till ett flertal mejerier i Mälardalen och exportör av svenskt smör till Storbritannien. Under senare år visade sig intresset för svenskimporterat smör minska på grund av franskt margarin, och Husberg fick då impulsen att starta en margarinfabrik i Sverige.
Arboga valdes troligen på grund av närheten till de mejerier han tidigare ägde och placeringen i en jordbruksbygd där tillgången till talg och ister var god. År 1887 uppfördes den första fabriksbyggnaden på tomten Posthoren 7 vid Ahllöfsgatan. Som fabrikschef utsågs Hermans bror ingenjören Ernst Husberg. Till kontorschef utsågs Mauritz Åderman som tidigare varit anställd vid importfirmans Londonkontor. Senare blev hans andra bror Carl Husberg disponent. Herman Husberg kom senare att överta disponentskapet över Reymersholmsbolaget efter sin far och överlät då allt mer av ansvaret för fabriken på sina bröder.
Den 22 mars 1888 provades maskinerna och 16 augusti startade produktionen på allvar. Produktionen var främst avsedd för export till Storbritannien, men 8 oktober 1888 kungjordes att man även skulle börja sälja margarin på den svenska marknaden. Fabriken visade sig snart för liten och bristen på vatten gjorde att en ny fabrik, den så kallade Nedre fabriken anlades vid Herråkersjorden öster om hamnen i Arboga. I november 1889 startade produktionen vid nedre margarinfabriken, som vid denna tid kunde producera omkring 70 ton margarin i månaden.
Mejerinäringen kom att se sig starkt hotad av den ökande margarintillverkningen, och historier om självdöda och sjuka kor användes i produktionen, trots att Herman Husberg varit noga med regelbundna veterinärkontroller av djuren, något högst ovanligt vid slakt på den här tiden. 1889 lades till och med en motion i riksdagen om att förbjuda margarin. Motionen föll dock.
Efter detta tog tillverkningen fart, och Arboga margarinfabriks varumärke Alfa-Ko blev känt över hela landet. Trots konkurrens från allt fler margarinfabriker kunde produktionen öka och var 1907 uppe i 1 500 ton margarin om året. Då fabriken startade var arbetarna ett tjugotal, men var 1907 uppe i 60 stycken. För att kunna möta den ökade efterfrågan uppfördes 1908-09 en ny större fabriksbyggnad vid gamla fabriken på Ahllöfsgatan. Fabriksbyggnaden ritades av Köpingsarkitekten Theodor Dahl. Omkring 1910 började man tillverka vegetabiliskt margarin genom pressning av kokosnöts-, jordnöts-, soja-, bomullsfrö- och solrosolja. Även valolja brukades som ingrediens i margarinet, och en mängd nya varumärken som Wiener, Arboga växt, Mejerit med flera lanserades. I början av 1910-talet hade fabriken omkring 120 anställda.
Under första världskriget upphörde dock produktionen på grund av stoppad råvaruinförsel. Under åren 1916-18 låg margarinproduktionen helt nere, i stället tillverkade man hushållsflott för Folkhushållningskommissionens räkning. Kort före sin död sålde Herman Husberg 1918 sina mejerier till det nybildade Mjölkcentralen och Reymersholmsbolagen till AB Vin- & Spritcentralen. Arbogafabriken övertogs av sonen Gillis Husberg.
Gillis Husberg lät 1919 bygga ett eget raffinaderi för att själva rena de vegetabiliska och animaliska oljorna för margarinet. Man använde här de äldsta fabriksbyggnaderna från 1880-talet. För att kunna utnyttja restprodukten av fett, så kallad "tvålstock" bildades ett dotterbolag med tvålfabrik, Tekniska Fabriken Örnen. Tvåltillverkningen upphörde vid mitten av 1950-talet.
På 1920-talet ökade konkurrensen från övriga margarinproducenter, särskilt Pellerins margarinfabrik i Göteborg som började växa sig allt större. Depressionen och 1930-talets restriktiva politik mot margarinproducenterna drabbade fabriken, som dock lyckades överleva. Produktionen vid Nedre fabriken avvecklades och byggnaderna där revs. Andra världskriget blev ett annat hårt slag, då produktionen delvis låg nere på grund av råvarubrist. Vid Karlhamns oljefabrik hade man på 1930-talet tagit fram en teknik att göra olja av rapsfrön, vilket bidrog till att produktionen kunde hållas igång med inhemska råvaror. 
Efter kriget tog efterfrågan på margarin åter fart och produktionen ökade, och 1951 tillverkades 123 ton per vecka. Detta med en personalstyrka på 22 man. Försäljningen fortsatte att öka och då den 28 mars 1960 beskedet kom om att fabriken skulle läggas ned från 1 oktober 1960, kom det som en chock. En ökande konkurrens från nya varumärken som Flora och Milda samt fabrikens läge i inlandet gjorde att man inte bedömde att man skulle kunna möta konkurrensen.
Maskinerna såldes inom några år och fabriksbyggnaderna revs 1968 för att lämna plats åt ett nytt Domusvaruhus.